# 牙哥曲
牙哥曲，是中国长江流域的一条河流，汇入通天河，属于长江源水系。河长112千米，流域面积2985平方千米，年均流量7立方米每秒。自然落差598米。水能理论蕴藏量1万千瓦。